# 泣き声で気づいた。
『泣き声で気づいた。』（なきごえできづいた）は、日本のヴィジュアル系ロックバンドであるメガマソが2013年8月7日にリリースした通算14枚目のシングルである。
公式サイトでは「眠れぬ暑い夜、まだ泣き声の色を知らない君のために紡ぐおとぎ話。」と紹介されている。

## 販売形態
- 泣き声で気づいた。 初回限定「まなつのよのゆめ」盤 （CD+DVD）
- 泣き声で気づいた。 通常A「さがしもとめて」盤 （CD）
- 泣き声で気づいた。 通常B「つめたいあさやけ」盤 （CD）

## 収録曲

### 初回限定「まなつのよのゆめ」盤
1. 泣き声で気づいた。
  - 作詞・作曲：涼平
  - この曲はシングル発売に先立って、涼平自身によってボーカルに初音ミクを使用したものがニコニコ動画上にアップされた[2]。
  - 曲名について、涼平はブログで「曲を聴いて細かいところは理解して欲しいのですが、ここの解釈はちょっとわかりにくくて（歌詞書くときいつもよりさらに主観のみで書いたので）意味合いとしては「少年が自分の泣き声で何かに気づいた。」という意味です！」と解説している[3]。
  - 制作当初の仮タイトルは「FONDUE」だった[4]。
2. 地ﾍﾞﾀ四ﾂﾝ這ｲ太郎
  - 作詞・作曲：涼平
  - この曲は各タイプにより歌詞が一部異なる。
3. まなつのよのゆめ (instrumental)

- DVD
  - 「泣き声で気づいた。」 (MusicVideo）

### 通常A「さがしもとめて」盤
1. 泣き声で気づいた。
2. 地ﾍﾞﾀ四ﾂﾝ這ｲ太郎
3. 旧約偽典咆哮破片
  - 作詞・作曲：涼平
  - アルバム『SWEET SWITCH』に収録されている「howling fragment」をアレンジしたもの。
  - 曲名は「きゅうやくぎてんハウリングフラグメント」と読む[3]。
4. さがしもとめて (instrumental)

### 通常B「つめたいあさやけ」盤
1. 泣き声で気づいた。
2. 地ﾍﾞﾀ四ﾂﾝ這ｲ太郎
3. 旧約偽典あさのひかりはつめたい
  - 作詞・作曲：涼平
  - ミニアルバム『涙猫』に収録されている「a morning ray is cold.」をアレンジしたもの。
4. つめたいあさやけ (instrumental)